# Щипалькы (приток Таза)
Щипалькы (устар. Сыпаль-Кы) — река в России, протекает по территории Ямало-Ненецкого автономного округа. Устье реки находится в 59 км по правому берегу протока Пиччальтэмы реки Таз. Длина реки — 195 км, площадь водосборного бассейна — 1600 км².

## Притоки
- 6 км: протока Вэркытэмы (пр)
- 57 км: Сэккэлькикэ (пр)
- 98 км: Томылькикэ (пр)
- 109 км: Иматтокикэ (лв)
- 118 км: Кутылькикэ (пр)
- 149 км: Сэкаскикэ (пр)
- Мэкнолылькикэ (пр)
- Коралькинэ (лв)

## Данные водного реестра
По данным государственного водного реестра России относится к Нижнеобскому бассейновому округу, водохозяйственный участок реки — Таз. Речной бассейн реки — Таз.